# Berga/Elster
Berga/Elster település Németországban, azon belül Türingiában. Lakosainak száma 3193 fő (2023. december 31.). Berga/Elster Greiz, Langenwetzendorf, Weida, Teichwitz, Wünschendorf/Elster, Endschütz, Linda b. Weida, Gauern, Seelingstädt és Mohlsdorf-Teichwolframsdorf községekkel határos.

## Népesség
A település népességének változása:
| Lakosok száma | 3339 | 3297 | 3198 | 3218 | 3193 |
|               | 2017 | 2019 | 2021 | 2022 | 2023 |